# 片岡保幸
片岡 保幸（かたおか やすゆき、1983年2月17日 - ）は、千葉県千葉市花見川区出身の元プロ野球選手（内野手）、プロ野球指導者、野球解説者。右投右打。
プロ入り初年度の2005年から2012年までの登録名は片岡 易之、2013年から2021年までの登録名は片岡 治大（以上、いずれも読み同じ）で、2022年より活動名義を本名に戻している。愛称は「ヤス」。マネジメント事務所は吉本興業。
兄は元社会人野球選手で日本大学硬式野球部監督の片岡昭吾。妻はタレントのベッキー。

## 経歴

### プロ入り前
3人兄弟の末っ子。小学校時代は作新ヤンキースの4番打者兼投手として活躍。中学時代は千葉北シニアリーグに所属し、2年からレギュラーで活躍。3年時には1番、三塁手で主将としてチームを全国大会に導くが、怪我に苦しんだ時期が長かった。中学校卒業後、栃木県の宇都宮学園高校（現：文星芸術大学附属高等学校）に進学。2人の兄はそれぞれ同校で活躍し有名であり、片岡が入学後「片岡3兄弟」として名を馳せる。高校3年時に3番・遊撃手として自らのサヨナラヒットで夏の甲子園へ出場するが、甲子園では2回戦敗退（2回戦は腰痛で欠場）。
2001年に東京ガスへ入社し、同社の社会人野球チーム・東京ガス硬式野球部に入部。怪我が多かったため、登録名を「片岡 易之」とした。同期入社には内海哲也がいる。
第75回都市対抗野球大会には補強選手で出場。
2004年秋のプロ野球ドラフト会議で西武ライオンズから3巡目の指名を受け入団。石毛宏典、ダリン・ジャクソン、松井稼頭央らが着用していた背番号7を与えられた。

### 西武時代

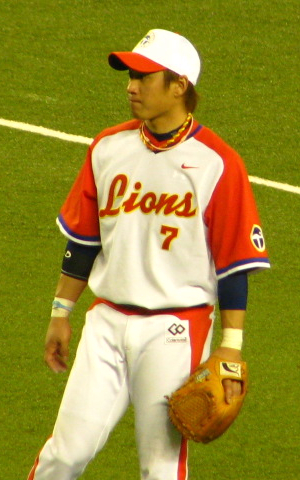
2010年、西武ドームにて（太平洋時代のユニフォームを着用）

初年度となった2005年5月1日に9番・二塁手で初スタメン出場。一軍に定着して二塁手または遊撃手として81試合に出場。打率.263、4本塁打、6盗塁の結果を残した。オフには盗塁数増加のため色々なトレーニングを試み、盗塁成功には致命的な足の遅さを技術で補おうと陸上競技をトレーニングに取り入れた結果、のちの盗塁数増加につながったという。
2006年5月末に高木浩之から二塁手のレギュラーを奪うと、打率.292を記録して2番・二塁手の座を確保。中島裕之の故障で8月から9月上旬まで一時的に遊撃手に回った。8月2日、3日の千葉ロッテマリーンズ戦では1試合3盗塁を2試合連続で決めるなど、福地寿樹とのコンビで2人合わせて53個の盗塁を決めた他、115試合の出場でリーグ2位の33犠打を記録した。
2007年は2番・二塁手で初の開幕スタメンをつかんだが、4月18日の日本ハム戦で右翼手のG.G.佐藤と接触して右膝と胸部を打撲し途中退場。翌日の試合では怪我を押して代打出場し安打を放ったものの、状態が悪く登録を抹消された。5月30日に復帰したが、しばらくは負傷の影響で2割台前半の低打率にあえいだ。8月に月間打率.353（13盗塁）を記録して打率を急上昇させたが、最終的に116試合に出場して打率.256に終わった。一方で38盗塁を記録し、自身初の盗塁王のタイトルを獲得した。守備でも失策が前年の13個から5個と減少し、規定試合数に出場した二塁手としてリーグトップの守備率.993を記録。犠打も前年より増やし、リーグ2位の35個を記録した。
2008年は開幕から1番打者を任される。プロ入り後最も多い139試合に出場し、打っては2番打者の栗山巧とともに167安打で最多安打のタイトルを獲得し、リーグトップの得点圏打率.382と勝負強さも発揮。走っては前半戦だけで前年の盗塁数を上回ると最終的に50盗塁を記録し、2位の渡辺直人を16個引き離して2年連続の盗塁王となった（パ・リーグの50盗塁以上は1997年の松井稼頭央と小坂誠以来）。また、選手間投票でオールスターゲームに初出場し、自身初のベストナインにも選ばれた。2014年に移籍することになる読売ジャイアンツとの日本シリーズでは7試合全てで安打を放ち、5盗塁を記録。第7戦では1点を追う8回に死球で出塁すると、盗塁と送りバントで三塁に進み、続く中島の打席でギャンブルスタートのサインに応え三塁ゴロの間に同点のホームを陥れ、逆転日本一の足がかりを作る活躍を見せた。アジアシリーズ初戦のSKワイバーンズ戦は風邪のため欠場したが、決勝までの3試合に1番・遊撃手として出場し、シリーズ制覇に貢献した。
2009年は開幕前の3月に開催された第2回ワールド・ベースボール・クラシック(WBC)の日本代表に選出された。日本代表監督の原辰徳は「足（走塁）で代表に選んだ」と語り、片岡を「JOKER」と例えた。また、イチローも「ファミスタの『ピノ』みたい」と評し、一次候補選手の中では中島裕之・岸孝之に並ぶキーマンに挙げた。第一ラウンドこそ出番はなかったが、第二ラウンド初戦のキューバ戦から主に先発が左投手時にスタメン出場。決勝の韓国戦では、同点の7回表、先頭打者としてレフト前ヒットで出塁すると続くイチローの打席では1ボールからの2球目で盗塁に成功。さらにイチローのバントヒット、中島裕之のレフト前ヒットと続き、片岡が貴重な勝ち越しのホームを踏んだ。大会通じて打率.308、盗塁は1位タイの4盗塁を挙げ、慣れない三塁手の守備も手堅くこなし、日本の2大会連続2度目の優勝に貢献した。
シーズンでは前年同様1番・二塁手として起用されたが打撃不振に陥り、4打数以上無安打の試合は29回とリーグ最多を記録。出塁率も低迷した。前半戦は打率.282で折り返したが、最終的には前年と同じ139試合に出場しながら打率.260と復調しないままシーズンを終了した。一方で13本塁打・58打点は自己最高と長打率は上がり二塁手部門でパ・リーグトップの守備率を記録したが、時折緩慢なプレーでピンチを招くこともあった。盗塁数では9月まで本多雄一、川﨑宗則にリードを許していたが、9月20日から6試合で10盗塁を記録し、自己最多の51盗塁を記録、3年連続となる盗塁王のタイトルを獲得した。オフの契約更改では2度目の交渉でも合意できず越年。
2010年は開幕当初こそ調子があがらなかったが、オールスターゲームに2年ぶりに選出され、第2戦では5打数4安打でMVPを獲得し、8月24日のロッテ戦でパ・リーグでは福本豊以来となる3年連続50盗塁を達成した。137試合の出場で自己最高の打率.295、出塁率.347、59盗塁とリードオフマンとしてチームを牽引し、4年連続で盗塁王に輝いた（本多雄一と同時受賞）。一方、5月にアキレス腱、6月に左肩と相次いで故障し、9月20日のソフトバンク戦では走塁中に右足ふくらはぎを痛めると、シーズン残りとクライマックスシリーズを欠場した。
2011年は春季キャンプで右足を捻挫して出遅れ、4月中旬に20打席連続無安打と打撃不振に陥った。「1番・二塁」として開幕から53試合連続のフルイニング出場を続けていたが、6月28日のオリックス戦の守備時に左肩を痛めると同時に脳震盪を起こして途中交代。7月5日のソフトバンク戦で一塁に帰塁する際に右肩を亜脱臼し、一軍登録抹消された。9月3日に一軍復帰後は「9番・二塁」として出場を続けるが、6月に痛めた左肩の影響で10月5日に本人の申し出で登録抹消。同月13日に左肩脱臼修復のための手術を受けた。度重なる怪我の影響もあり、86試合出場で打率.230、22盗塁にとどまり5年連続の盗塁王を逃した。
2012年は前年の手術の影響で開幕を二軍で迎えた。5月1日に一軍復帰、同月10日には復帰後初本塁打を放つ。しかし、7月10日のソフトバンク戦の守備時に右手首を痛め途中交代。その後も回復しなかったため、9月16日に右手三角靱帯複合体損傷修復手術を受け、シーズン残りを棒に振った。最終成績は52試合出場は自己ワースト。盗塁も8つにとどまった。同年12月30日、登録名を「片岡 治大」に変更することが発表された。
2013年は怪我からの復活を期すと同時にベテランとしてチームを牽引し、「1番・二塁」として開幕スタメンに名を飾る。4月下旬に左膝裏を痛めるも出場を続け、6月7日に国内FA権を取得したが、怪我の悪化を理由に同月14日に登録抹消され、3か月間戦列を離れた。怪我から復帰後の9月25日の楽天戦でサヨナラ2点本塁打を放ち、9月度のスカパー!サヨナラ賞を受賞したが3年連続で故障に悩まされ、この年は79試合の出場に終わった。

### 巨人時代
2013年シーズン終了後、FA宣言し、12月1日に読売ジャイアンツ（巨人）への移籍を表明。
12月9日に入団記者会見。契約は2年で総額3億5000万円（金額は推定）、背番号は8に決定した。なお片岡移籍の人的補償として脇谷亮太が西武に移籍している。
2014年は開幕戦で移籍後初安打を能見篤史からの3点本塁打で飾りチームも大勝した。開幕直後は3割を打っていた時期もあったが徐々に不振に陥っていった。8月には打撃不振で二軍落ちも味わった。最終的に126試合に出場して4年ぶりに規定打席に到達し、チームトップの24盗塁を記録したものの打率.252と期待された成績を残せなかった。巨人の二塁手が規定打席に到達したのは2005年の仁志敏久以来9年ぶりである。オフの10月21日に「日本プロ野球80周年記念試合」の阪神・巨人連合チームに選出されたことが発表された。
2015年は開幕スタメンを外れたが4月16日の横浜DeNAベイスターズ戦で、通算300盗塁を記録した。この年も故障や不調で二軍落ちを経験し、113試合で打率.244に終わったが5年ぶりに10本塁打を記録し、打点もわずかながら前年を上回った。だが規定打席には到達しなかった。
2016年はロッテから同じ二塁手のルイス・クルーズの加入もありスタメンから外れることが増えた。また故障に悩まされ6月には下半身の不調で二軍落ち、9月3日に一軍復帰したが9月10日の広島戦で代打で出場し、ファウルを打った際に左手首を痛め翌日有鈎骨骨折と診断され再び一軍登録を抹消されると以後シーズン出場はなく、32試合の出場で4打点、4盗塁はいずれもプロ入り11年でワーストの数字に終わった。
2017年は右膝の故障により一軍出場はなく、9月30日に同年限りでの現役引退が発表された。翌10月1日に引退会見を行い、「体の方がついてこないという自覚があったので、このような決断に至った。まだ、悔しさの方が大きいです。希望を持ってリハビリを重ねてきたんですけど、なかなか思うような動きができずに、何回も心を折られたので、このタイミングで身を引いた方がいいのかなと思いました。」と語った。10月4日、任意引退公示された。同年11月22日の「ジャイアンツファンフェスタ」で引退セレモニーが行われ、「まだプレーしたかった。まだ走っていたかったが、体は限界でした」と挨拶した。

### 引退後
2018年から読売ジャイアンツの二軍内野守備走塁コーチに就任。のち三軍野手総合コーチを務め、2021年11月に退団を発表した。
2022年からは本名である「片岡 保幸」名義に変更、TBSチャンネルおよびフジテレビTWOの野球解説者として活動する。同年11月に横浜DeNAベイスターズの秋季トレーニングの臨時コーチとして招聘され、翌2023年の横浜DeNAベイスターズ春季キャンプにも同じく臨時コーチとして招聘された。
2023年9月4日、2024年に読売ジャイアンツが新設する、中学生の硬式野球チーム「ジャイアンツU15ジュニアユース」（登録チーム名は多摩川ボーイズ）の監督に就任することが発表された。

### 私生活
タレントのベッキーと2018年に共通の友人を介して知り合い、片岡の猛アタックにより同年6月より交際を開始。2019年1月に婚姻届を提出して結婚、2月13日に報告した。
2020年3月17日、第1子が誕生したことを公表。
2021年8月20日、同年春に第2子が誕生したことを公表。
2児の性別は当初非公表としていたが、後に第1子・第2子ともに女児であることを妻が公表している。

## 選手としての特徴

### 走塁・守備
埼玉西武ライオンズ在籍時の2007年から2010年にかけて4年連続盗塁王のタイトルを獲得、うち2008年から2010年にかけての3シーズンではいずれも50盗塁以上を記録した。また読売ジャイアンツ移籍1年目の2014年にはチーム最多となる24盗塁を記録している。50m走は5秒8。一塁到達まで4.06秒と盗塁王経験者の中でもずば抜けた俊足ではないものの、高い盗塁技術を誇り盗塁成功率が高い。盗塁数の増加の要因としては、スタートの向上と、プロ入り前からの特徴であった独特なスライディング法を挙げており、低いスタート姿勢によって素早くトップスピードに入り、「ベースを吹っ飛ばすつもりでやる」というベースの近くギリギリからのスライディングを行うことにより、スピードのロスを防いだまま次塁に到達することができるという。
守備では二塁手、遊撃手の他、プロ1年目には三塁手としても出場している。二塁守備では打球に対する反応の良い上に球際に強く、得点換算でも高い数値を記録している。2014年には両リーグトップのUZRを記録した。

### 打撃
アッパースイングのため高めの球に弱いが、球際に強くしぶとさを持つ。

## 詳細情報

### 年度別打撃成績
| 年 度     | 球 団     | 試 合 | 打 席 | 打 数 | 得 点 | 安 打 | 二 塁 打 | 三 塁 打 | 本 塁 打 | 塁 打 | 打 点 | 盗 塁 | 盗 塁 死 | 犠 打 | 犠 飛 | 四 球 | 敬 遠 | 死 球 | 三 振 | 併 殺 打 | 打 率 | 出 塁 率 | 長 打 率 | O P S |
| --------- | --------- | ----- | ----- | ----- | ----- | ----- | -------- | -------- | -------- | ----- | ----- | ----- | -------- | ----- | ----- | ----- | ----- | ----- | ----- | -------- | ----- | -------- | -------- | ----- |
| 2005      | 西武      | 81    | 219   | 194   | 29    | 51    | 10       | 0        | 4        | 73    | 16    | 6     | 1        | 14    | 1     | 9     | 0     | 1     | 21    | 1        | .263  | .298     | .376     | .674  |
| 2006      | 西武      | 115   | 468   | 404   | 57    | 118   | 21       | 4        | 4        | 159   | 44    | 28    | 9        | 33    | 3     | 24    | 0     | 4     | 42    | 4        | .292  | .336     | .394     | .729  |
| 2007      | 西武      | 116   | 486   | 422   | 40    | 108   | 19       | 2        | 3        | 140   | 34    | 38    | 9        | 35    | 6     | 17    | 1     | 6     | 51    | 7        | .256  | .290     | .332     | .622  |
| 2008      | 西武      | 139   | 634   | 582   | 85    | 167   | 25       | 6        | 4        | 216   | 46    | 50    | 17       | 19    | 2     | 24    | 1     | 7     | 57    | 11       | .287  | .322     | .371     | .693  |
| 2009      | 西武      | 139   | 646   | 588   | 92    | 153   | 32       | 4        | 13       | 232   | 58    | 51    | 12       | 12    | 3     | 36    | 2     | 7     | 72    | 8        | .260  | .309     | .395     | .704  |
| 2010      | 西武      | 137   | 643   | 576   | 100   | 170   | 31       | 5        | 13       | 250   | 54    | 59    | 12       | 14    | 5     | 43    | 0     | 5     | 72    | 9        | .295  | .347     | .434     | .781  |
| 2011      | 西武      | 86    | 364   | 326   | 43    | 75    | 8        | 2        | 1        | 90    | 18    | 22    | 10       | 8     | 0     | 26    | 1     | 4     | 51    | 3        | .230  | .295     | .276     | .571  |
| 2012      | 西武      | 52    | 231   | 204   | 26    | 46    | 6        | 1        | 2        | 60    | 19    | 8     | 7        | 7     | 4     | 15    | 0     | 1     | 30    | 6        | .225  | .277     | .294     | .571  |
| 2013      | 西武      | 72    | 300   | 259   | 41    | 75    | 5        | 0        | 4        | 92    | 28    | 9     | 1        | 15    | 0     | 24    | 0     | 2     | 35    | 4        | .290  | .354     | .355     | .710  |
| 2014      | 巨人      | 126   | 484   | 429   | 54    | 108   | 16       | 2        | 6        | 146   | 32    | 24    | 7        | 23    | 0     | 29    | 1     | 3     | 51    | 14       | .252  | .304     | .340     | .644  |
| 2015      | 巨人      | 113   | 411   | 348   | 42    | 85    | 13       | 1        | 10       | 130   | 36    | 21    | 9        | 36    | 0     | 25    | 0     | 2     | 36    | 7        | .244  | .299     | .374     | .672  |
| 2016      | 巨人      | 32    | 93    | 81    | 10    | 18    | 3        | 0        | 2        | 27    | 4     | 4     | 0        | 6     | 0     | 6     | 1     | 0     | 8     | 2        | .222  | .276     | .333     | .609  |
| NPB：12年 | NPB：12年 | 1208  | 4979  | 4413  | 619   | 1174  | 189      | 27       | 66       | 1615  | 389   | 320   | 94       | 222   | 24    | 278   | 7     | 42    | 526   | 76       | .266  | .314     | .366     | .680  |

- 各年度の太字はリーグ最高

### WBCでの打撃成績
| 年 度 | 代 表 | 試 合 | 打 席 | 打 数 | 得 点 | 安 打 | 二 塁 打 | 三 塁 打 | 本 塁 打 | 塁 打 | 打 点 | 盗 塁 | 盗 塁 死 | 犠 打 | 犠 飛 | 四 球 | 敬 遠 | 死 球 | 三 振 | 併 殺 打 | 打 率 | 出 塁 率 | 長 打 率 |
| ----- | ----- | ----- | ----- | ----- | ----- | ----- | -------- | -------- | -------- | ----- | ----- | ----- | -------- | ----- | ----- | ----- | ----- | ----- | ----- | -------- | ----- | -------- | -------- |
| 2009  | 日本  | 7     | 15    | 13    | 3     | 4     | 0        | 0        | 0        | 4     | 1     | 4     | 1        | 0     | 0     | 2     | 0     | 0     | 0     | 1        | .308  | .400     | .308     |

### 年度別守備成績
| 年 度     | 球 団     | 二塁  | 二塁  | 二塁  | 二塁  | 二塁  | 二塁     | 三塁  | 三塁  | 三塁  | 三塁  | 三塁  | 三塁     | 遊撃  | 遊撃  | 遊撃  | 遊撃  | 遊撃  | 遊撃     |
| 年 度     | 球 団     | 試 合 | 刺 殺 | 補 殺 | 失 策 | 併 殺 | 守 備 率 | 試 合 | 刺 殺 | 補 殺 | 失 策 | 併 殺 | 守 備 率 | 試 合 | 刺 殺 | 補 殺 | 失 策 | 併 殺 | 守 備 率 |
| --------- | --------- | ----- | ----- | ----- | ----- | ----- | -------- | ----- | ----- | ----- | ----- | ----- | -------- | ----- | ----- | ----- | ----- | ----- | -------- |
| 2005      | 西武      | 47    | 51    | 78    | 3     | 13    | .977     | 1     | 0     | 0     | 0     | 0     | .---     | 28    | 43    | 91    | 4     | 17    | .971     |
| 2006      | 西武      | 76    | 167   | 193   | 6     | 28    | .984     | -     | -     | -     | -     | -     | -        | 38    | 66    | 119   | 7     | 26    | .964     |
| 2007      | 西武      | 110   | 261   | 345   | 4     | 63    | .993     | -     | -     | -     | -     | -     | -        | 7     | 9     | 8     | 1     | 4     | .944     |
| 2008      | 西武      | 128   | 315   | 388   | 11    | 78    | .985     | -     | -     | -     | -     | -     | -        | 15    | 12    | 19    | 0     | 4     | 1.000    |
| 2009      | 西武      | 139   | 322   | 440   | 7     | 88    | .991     | -     | -     | -     | -     | -     | -        | -     | -     | -     | -     | -     | -        |
| 2010      | 西武      | 137   | 308   | 433   | 9     | 84    | .988     | -     | -     | -     | -     | -     | -        | -     | -     | -     | -     | -     | -        |
| 2011      | 西武      | 86    | 161   | 278   | 4     | 55    | .991     | -     | -     | -     | -     | -     | -        | -     | -     | -     | -     | -     | -        |
| 2012      | 西武      | 52    | 107   | 163   | 4     | 29    | .985     | -     | -     | -     | -     | -     | -        | -     | -     | -     | -     | -     | -        |
| 2013      | 西武      | 70    | 115   | 173   | 2     | 29    | .993     | -     | -     | -     | -     | -     | -        | 1     | 0     | 0     | 1     | 0     | .000     |
| 2014      | 巨人      | 124   | 249   | 391   | 11    | 62    | .983     | -     | -     | -     | -     | -     | -        | -     | -     | -     | -     | -     | -        |
| 2015      | 巨人      | 111   | 241   | 310   | 6     | 57    | .989     | -     | -     | -     | -     | -     | -        | -     | -     | -     | -     | -     | -        |
| 2016      | 巨人      | 25    | 47    | 60    | 0     | 20    | 1.000    | -     | -     | -     | -     | -     | -        | -     | -     | -     | -     | -     | -        |
| NPB：12年 | NPB：12年 | 1105  | 2344  | 3252  | 67    | 606   | .988     | 1     | 0     | 0     | 0     | 0     | -        | 89    | 130   | 237   | 13    | 51    | .966     |

- 各年度の太字はリーグ最高

### タイトル
- 盗塁王：4回（2007年 - 2010年）
- 最多安打：1回（2008年）

### 表彰
- ベストナイン：1回（二塁手部門：2008年）
- 月間サヨナラ賞：1回（2013年9月）
- オールスターゲームMVP：1回（Template:NPBオールスターゲーム 第2戦）
- 所沢市特別顕彰：1回（2009年）[55]※第2回WBC日本代表のチームメンバーとして
- 千葉市市民栄誉賞：1回（2009年）[56]※第2回WBC日本代表のチームメンバーとして

### 記録
初記録
- 初出場：2005年3月26日、対オリックス・バファローズ1回戦（インボイスSEIBUドーム）、8回裏に貝塚政秀の代打として出場[注 2]
- 初打席・初安打：2005年3月29日、対北海道日本ハムファイターズ2回戦（札幌ドーム）、8回表にMICHEALから中前安打
- 初先発出場：2005年5月1日、対東北楽天ゴールデンイーグルス8回戦（フルキャストスタジアム宮城）、9番・二塁手として先発出場
- 初本塁打・初打点：同上、2回表に一場靖弘から左越ソロ
- 初盗塁：2005年5月17日、対阪神タイガース1回戦（西京極球場）、6回表に二盗（投手：福原忍、捕手：野口寿浩）

節目の記録
- 200盗塁：2010年6月10日、対阪神タイガース4回戦（西武ドーム）、4回裏に二盗（投手：下柳剛、捕手：城島健司）　※史上70人目
- 250盗塁：2011年7月5日、対福岡ソフトバンクホークス7回戦（西武ドーム）、3回裏に二盗（投手：D.J.ホールトン、捕手：田上秀則）　※史上41人目
- 1000本安打：2014年5月15日、対東京ヤクルトスワローズ9回戦（東京ドーム）、7回裏に木谷良平から中前安打　※史上276人目
- 1000試合出場：2014年6月28日、対東京ヤクルトスワローズ10回戦（秋田こまちスタジアム）、2番・二塁手で先発出場　※史上464人目
- 300盗塁：2015年4月16日、対横浜DeNAベイスターズ5回戦（横浜スタジアム）、5回表に二盗（投手：高崎健太郎、捕手：黒羽根利規）　※史上29人目
- 200犠打：2015年7月25日、対広島東洋カープ16回戦（MAZDA Zoom-Zoom スタジアム広島）、1回表に福井優也から投手前犠打 ※史上37人目

その他の記録
- オールスターゲーム出場：2回（2008年、2010年）

### 背番号
- 7 （2005年 - 2013年）
- 8 （2014年 - 2017年）
- 70 （2018年 - 2020年）
- 102  （2021年）

### 登録名
- 片岡 易之（2005年 - 2012年）
- 片岡 治大（2013年 - 2021年）

### 登場曲
- 「My Way」Def Tech（2005年）
- 「Catch The Wave」Def Tech（2006年 - 2007年）
- 「Fly」Dragon Ash（2007年）
- 「アゲ♂アゲ♂EVERY☆騎士」DJ OZMA（2008年）
- 「Venus」タッキー&翼（2008年6月4日のみ、今井翼が西武ドームの始球式に登場したため）
- 「黄金魂」湘南乃風（2008年）
- 「睡蓮花」湘南乃風（2008年）
- 「サムライズム」Diggy-MO'（2009年）
- 「今すぐKiss Me」LINDBERG（2009年、ライオンズ・クラシック限定）
- 「Diamonds」プリンセス プリンセス（2009年、ライオンズ・クラシック限定）
- 「ultra soul」B'z（2010年 - 2012年、2014年 - 2017年、2011年については自身のTwitterでのファンアンケートにより決定）
- 「Rising Sun」EXILE（2012年、ultra soulと併用）
- 「炎天夏」湘南乃風（2013年）
- 「太陽のKomachi Angel」B'z（2013年 - 2017年）

### 代表歴
- 2009 ワールド・ベースボール・クラシック日本代表